# 改進型韋格納分佈
改進型韋格納分佈(modified Wigner distribution function)，用於時頻分析的一種方法，屬於信號處理的範疇。它改進了韋格納分佈原有的相交項(cross term)的問題。
韋格納分佈是西元1932年由尤金·維格納所提出用於古典力學，但是亦可用於時頻分析。韋格納分佈與短時距傅立葉變換都可用於時頻分析，雖然前者通常擁有較高的解析度且有良好的數學特性，但當有兩個以上的信號成分時，韋格納分佈就會出現相交項問題，這在應用上造成很大的困擾。
因此在西元1995年,L. J. Stankovic和S. Stankovic提出了改進型韋格納分佈，以修正韋格納分佈中會出現的相交項問題。

## 原理

### 韋格納分佈的數學定義
{\displaystyle W_{x}(t,f)=\int _{-\infty }^{\infty }x(t+\tau /2)x^{*}(t-\tau /2)e^{-j2\pi \tau \,f}d\tau }{\displaystyle =\int _{-\infty }^{\infty }X(f+\eta /2)\cdot X^{*}(f-\eta /2)e^{j2\pi t\eta }\cdot d\eta }

### 改進型韋格納分佈的數學定義
為了改善韋格納分佈的相交項(cross-term)問題，改進型韋格納分佈在此引入了一個類似遮罩(mask)的函數，將相交項過濾掉。
- - 定義一：:{\displaystyle W_{x}(t,f)=\int _{-\infty }^{\infty }w(\tau /2)w^{*}(-\tau /2)x(t+\tau /2)x^{*}(t-\tau /2)e^{-j2\pi \tau \,f}d\tau }

，其中w(t)為遮罩函數. 常為方波，其方波寬度為參數B。可寫成 {\displaystyle w(t)={\begin{cases}1\ \ \ if\ |t|<B\\0\ \ \ otherwise\end{cases}}}
- - 定義二：:{\displaystyle W_{x}(t,f)=\int _{-\infty }^{\infty }P(\theta )Y(t,f+\theta /2)Y^{*}(t,f-\theta /2)d\theta }
， 其中 {\displaystyle Y(t,f)=\int _{-\infty }^{\infty }w(\tau )x(t+\tau )e^{-j2\pi f\tau }d\tau }； {\displaystyle P(\theta )\,} 類似遮罩函數，

{\displaystyle P(\theta )\approx 1\ }， 當θ很小
{\displaystyle P(\theta )\approx 0\ }， 當θ很大
適當地選擇{\displaystyle P(\theta )\approx 1\ }的範圍。若選的範圍太小，將會破壞原本的項(auto term)。
- 定義三：{\displaystyle W_{x}(t,f)=\int _{-\infty }^{\infty }w(\tau )x^{L}(t+{\tfrac {\tau }{2L}})\cdot {\overline {x^{L}(t-{\tfrac {\tau }{2L}})}}e^{-j2\pi \tau f}\cdot d\tau }

增加 L 可以減少相交項(cross-term)的影響(但是不會完全消除)

- 定義四：{\displaystyle W_{x}(t,f)=\int _{-\infty }^{\infty }[\prod _{l=1}^{q/2}x(t+d_{l}\tau )x^{*}(t-d_{-l}\tau )]e^{-j2\pi \tau f}d\tau }

當 q = 2 和 {\displaystyle d_{l}=d_{-l}=0.5}，就是原本的韋格納分佈。
當指數函數的次項不超過 q/2 +1時，就可以避免相交項(cross-term)
然而，相交項(cross-term)會介於兩個訊號之間，無法完全被移除。
<說明>
定義四的維格納分布又稱為多項型維格納分布 (Polynomial Wigner Distribution Function)
{\displaystyle W_{x}(t,f)=\int _{-\infty }^{\infty }e^{j2\pi \sum _{n=1}^{{\tfrac {q}{2}}+1}na_{n}t^{n-1}\tau }\ e^{-j2\pi \tau f}d\tau =\int _{-\infty }^{\infty }[\prod _{\ell =1}^{q/2}x(t+d_{\ell }\tau )x^{*}(t-d_{-\ell }\tau )]e^{-j2\pi \tau f}d\tau }
If {\displaystyle x(t)=e^{j2\pi \sum _{n=1}^{{\tfrac {q}{2}}+1}na_{n}t^{n}}}
所以 {\displaystyle d_{\ell }} 必須要能滿足下面的式子：
{\displaystyle e^{j2\pi \sum _{n=1}^{{\tfrac {q}{2}}+1}na_{n}t^{n-1}\tau }=\prod _{\ell =1}^{q/2}x(t+d_{\ell }\tau )x^{*}(t-d_{-\ell }\tau )}
{\displaystyle W_{x}(t,f)=\int _{-\infty }^{\infty }e^{-j2\pi (f-\sum _{n=1}^{{\tfrac {q}{2}}+1})na_{n}t^{n-1}\tau }d\tau \cong \delta (f-\sum _{n=1}^{{\tfrac {q}{2}}+1}na_{n}t^{n-1}\tau )}
其中 {\displaystyle \sum _{n=1}^{{\tfrac {q}{2}}+1}na_{n}t^{n-1}}為  {\displaystyle x(t)} 的瞬時頻率
接下來，我們來看 {\displaystyle d_{\ell }} 要怎麼設定：
(1) 當 {\displaystyle q=2} 的時候：    {\displaystyle x(t+d_{\ell }\tau )x^{*}(t-d_{-\ell }\tau )=e^{j2\pi \sum _{n=1}^{2}na_{n}t^{n-1}\tau }}
如果我們把 {\displaystyle x(t)=e^{j2\pi \sum _{n=1}^{{\tfrac {q}{2}}+1}a_{n}t^{n}}}代入，可以得到下列式子：
{\displaystyle a_{2}(t+d_{1}\tau )^{2}+a_{1}(t+d_{1}\tau )-a_{2}(t-d_{-1}\tau )-a_{1}(t-d_{-1}\tau )=2a_{2}t\tau +a_{1}\tau }
{\displaystyle {\begin{cases}d_{1}+d_{-1}=1\\d_{1}-d_{-1}=0\end{cases}}} {\displaystyle \Longrightarrow {\begin{cases}d_{1}={\tfrac {1}{2}}\\d_{-1}={\tfrac {1}{2}}\end{cases}}}
由此可以知道，當 {\displaystyle q=2} 並且 {\displaystyle d_{-1}=d_{1}={\tfrac {1}{2}}} 時，多項型的維格納分布 (Polynomial Wigner Distribution Function) 就會與原始的維格納分布相同
{\displaystyle W_{x}(t,f)=\int _{-\infty }^{\infty }[\prod _{l=1}^{q/2}x(t+d_{l}\tau )x^{*}(t-d_{-l}\tau )]e^{-j2\pi \tau f}d\tau =\int _{-\infty }^{\infty }x(t+\tau /2)x^{*}(t-\tau /2)e^{-j2\pi \tau \,f}d\tau ,\quad if\quad q=2,\ d_{-1}=d_{1}={\tfrac {1}{2}}}
(2) 當 {\displaystyle q=4} 的時候：    {\displaystyle x(t+d_{\ell }\tau )x^{*}(t-d_{-\ell }\tau )=e^{j2\pi \sum _{n=1}^{3}na_{n}t^{n-1}\tau }}
如果我們把 {\displaystyle x(t)=e^{j2\pi \sum _{n=1}^{{\tfrac {q}{2}}+1}a_{n}t^{n}}}代入，可以得到下列式子：
{\displaystyle a_{3}(t+d_{1}\tau )^{3}+a_{2}(t+d_{1}\tau )^{2}+a_{1}(t+d_{1}\tau )a_{3}(t+d_{2}\tau )^{3}+a_{2}(t+d_{2}\tau )^{2}+a_{1}(t+d_{2}\tau )-a_{3}(t+d_{-1}\tau )^{3}-a_{2}(t+d_{-1}\tau )^{2}-a_{1}(t+d_{-1}\tau )-a_{3}(t+d_{-2}\tau )^{3}-a_{2}(t+d_{-2}\tau )^{2}-a_{1}(t+d_{-2}\tau )}
{\displaystyle =3a_{3}t^{2}\tau +2a_{2}t\tau +a_{1}\tau }
{\displaystyle {\begin{cases}a_{3}(t+d_{1}\tau )^{3}+a_{3}(t+d_{2}\tau )^{3}-a_{3}(t+d_{-1}\tau )^{3}-a_{3}(t+d_{-2}\tau )^{3}\\a_{2}(t+d_{1}\tau )^{2}+a_{2}(t+d_{2}\tau )^{2}-a_{2}(t+d_{-1}\tau )^{2}-a_{2}(t+d_{-2}\tau )^{2}\\a_{1}(t+d_{1}\tau )+a_{1}(t+d_{2}\tau )-a_{1}(t+d_{-1}\tau )-a_{1}(t+d_{-2}\tau )\end{cases}}}{\displaystyle ={\begin{cases}3a_{3}t^{2}\tau \\2a_{2}t\tau \\a_{1}\tau \end{cases}}}
所以我們可以得到
{\displaystyle {\begin{cases}d_{1}+d_{2}+d_{-1}+d_{-2}=1\\{d_{1}}^{2}+{d_{2}}^{2}-{d_{-1}}^{2}-{d_{-2}}^{2}=0\\{d_{1}}^{3}+{d_{2}}^{3}+{d_{-1}}^{3}+{d_{-2}}^{3}=0\end{cases}}}
可以看到如果 {\displaystyle q} 太大，{\displaystyle d_{\ell }} 會不好設計。

## 性能表現
在此有兩個例子來說明改進型韋格納分佈確實能消除相交項。
1. {\displaystyle x(t)={\begin{cases}\cos(3\pi t)\ \ \ t\leq -4\\\cos(6\pi t)\ \ \ -4<t\leq 4\ \ \ \\\cos(4\pi t)\ \ \ t>4\end{cases}}}

左圖是韋格納分佈；右圖是改進型韋格納分佈。可以很明顯地看出，改進型韋格納分佈大大地改進相交項的問題，相對地增加清晰度。
1. {\displaystyle x(t)=\exp(j\cdot (t-5)^{3}-j\cdot 6\pi \cdot t)}

左圖是韋格納分佈；右圖是改進型韋格納分佈。明顯地看出，改進型韋格納分佈確實可改進相交項的問題，同時增加清晰度。

## 同時參閱
- 信號處理
- 時頻分析
- 短時距傅立葉變換